# Лейк-Сарасота (Флорида)
Лейк-Сарасота (англ. Lake Sarasota) — статистически обособленная местность, расположенная в округе Сарасота (штат Флорида, США) с населением в 4458 человек по статистическим данным переписи 2000 года.

## География
По данным Бюро переписи населения США статистически обособленная местность Лейк-Сарасота имеет общую площадь в 3,63 квадратных километров, водных ресурсов в черте населённого пункта не имеется.
Статистически обособленная местность Лейк-Сарасота расположена на высоте 9 м над уровнем моря.

## Демография
| Год переписи        | Нас. |  | %±   |
| ------------------- | ---- |  | ---- |
| 1990                | 4117 |  | —    |
| 2000                | 4458 |  | 8,3% |
| 1990–2000 Источник: |      |  |      |

По данным переписи населения 2000 года в Лейк-Сарасота проживало 4458 человек, 1222 семьи, насчитывалось 1530 домашних хозяйств и 1586 жилых домов. Средняя плотность населения составляла около 1228,1 человек на один квадратный километр. Расовый состав населённого пункта распределился следующим образом: 96,16 % белых, 0,83 % — чёрных или афроамериканцев, 0,49 % — коренных американцев, 0,31 % — азиатов, 0,02 % — выходцев с тихоокеанских островов, 1,14 % — представителей смешанных рас, 1,03 % — других народностей. Испаноговорящие составили 4,06 % от всех жителей статистически обособленной местности.
Из 1530 домашних хозяйств в 45,6 % воспитывали детей в возрасте до 18 лет, 62,9 % представляли собой совместно проживающие супружеские пары, в 12,3 % семей женщины проживали без мужей, 20,1 % не имели семей. 13,7 % от общего числа семей на момент переписи жили самостоятельно, при этом 2,9 % составили одинокие пожилые люди в возрасте 65 лет и старше. Средний размер домашнего хозяйства составил 2,91 человек, а средний размер семьи — 3,21 человек.
Население статистически обособленной местности по возрастному диапазону по данным переписи 2000 года распределилось следующим образом: 30,4 % — жители младше 18 лет, 7,1 % — между 18 и 24 годами, 31,9 % — от 25 до 44 лет, 23,7 % — от 45 до 64 лет и 6,9 % — в возрасте 65 лет и старше. Средний возраст жителей составил 36 лет. На каждые 100 женщин в Лейк-Сарасота приходилось 99,6 мужчин, при этом на каждые сто женщин 18 лет и старше приходилось 97,6 мужчин также старше 18 лет.
Средний доход на одно домашнее хозяйство статистически обособленной местности составил 50 375 долларов США, а средний доход на одну семью — 51 600 долларов. При этом мужчины имели средний доход в 38 033 доллара США в год против 30 190 долларов среднегодового дохода у женщин. Доход на душу населения статистически обособленной местности составил 50 375 долларов в год. 2,2 % от всего числа семей в населённом пункте и 3,0 % от всей численности населения находилось на момент переписи населения за чертой бедности, при этом 3,5 % из них были моложе 18 лет и — в возрасте 65 лет и старше.